# Championnat de Suède féminin de football de deuxième division
L'Elitettan est une compétition féminine de football suédoise. C'est le championnat de deuxième division.

## Format
La compétition se dispute sur une année civile. Elle regroupe 14 équipes qui s'affrontent chacune deux fois. Les deux meilleures équipes sont promues en première division. La troisième dispute un barrage de promotion. Les trois dernières équipes sont reléguées.

## Palmarès
| Saison | Champion          | Deuxième       | Troisième         |
| ------ | ----------------- | -------------- | ----------------- |
| 2013   | Eskilstuna United | AIK            | IK Sirius         |
| 2014   | Mallbackens IF    | Hammarby IF    | Sunnanå SK        |
| 2015   | Kvarnsvedens IK   | Djurgårdens IF | IFK Kalmar        |
| 2016   | Limhamn Bunkeflo  | Hammarby IF    | Växjö DFF         |
| 2017   | Växjö DFF         | IFK Kalmar     | AIK               |
| 2018   | Kungsbacka DFF    | KIF Örebro     | Lidköping         |
| 2019   | Umeå IK           | IK Uppsala     | Hammarby IF       |
| 2020   | AIK               | Hammarby IF    | Morön BK          |
| 2021   | Umeå IK           | IFK Kalmar     | IF Brommapojkarna |
| 2022   | Växjö DFF         | IFK Norrköping | IK Uppsala        |
| 2023   | AIK               | Trelleborgs FF | Alingsås IF       |
| 2024   | Malmö FF          | Alingsås IF    | Umeå IK           |
| 2025   |                   |                |                   |